# Équipe des Pays-Bas masculine de cyclisme sur route
L'équipe des Pays-Bas masculine de cyclisme est la sélection de cyclistes néerlandais, réunis lors de compétitions internationales (les championnats d'Europe, du monde et les Jeux olympiques notamment) sous l'égide de l'Union royale néerlandaise de cyclisme.

## Palmarès

### Jeux olympiques

#### Course en ligne
L'épreuve de course en ligne est introduite aux Jeux olympiques en 1896 puis de nouveau depuis 1912.
| Médaille d'or          | Médaille d'argent                             | Médaille de bronze |
| ---------------------- | --------------------------------------------- | ------------------ |
| - 1972 : Hennie Kuiper | - 1948 : Gerrit Voorting - 1992 : Erik Dekker |                    |

#### Contre-la-montre individuel
L’épreuve de contre-la-montre individuel est organisée aux Jeux olympiques depuis 1996.
| Médaille d'or | Médaille d'argent                           | Médaille de bronze |
| ------------- | ------------------------------------------- | ------------------ |
|               | - 2016 : Tom Dumoulin - 2020 : Tom Dumoulin |                    |

#### Contre-la-montre par équipes
L'épreuve de contre-la-montre par équipes est organisée aux Jeux olympiques de 1960 à 1992.
- 1964 :  Champion olympique avec Bart Zoet, Evert Dolman, Gerben Karstens et Jan Pieterse
- 1968 :  Champion olympique avec Joop Zoetemelk, Fedor den Hertog, Jan Krekels et René Pijnen

### Championnats du monde de cyclisme sur route

#### Course en ligne

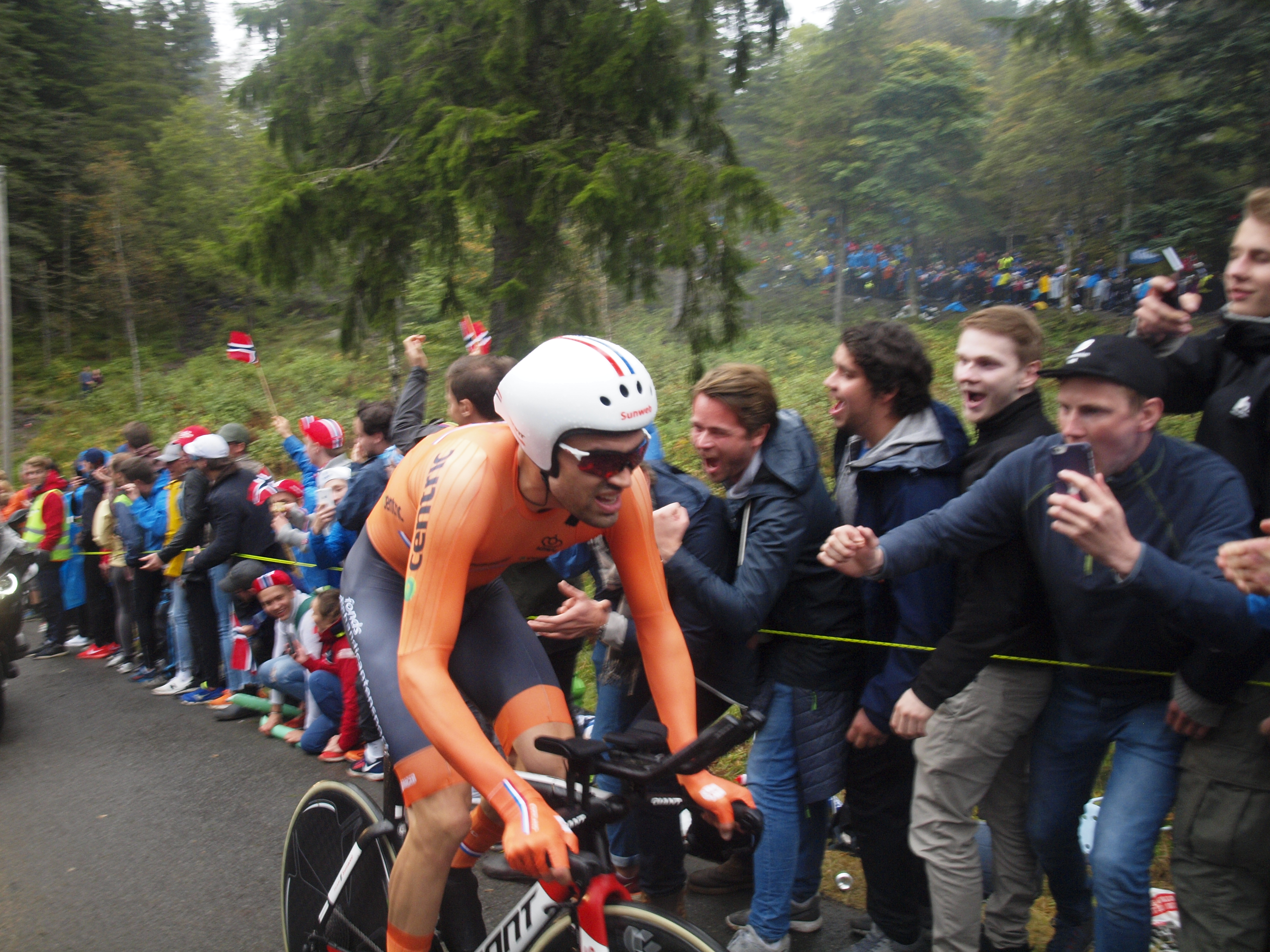
Tom Dumoulin, avec la tunique hollandaise, lors du contre-la-montre aux championnats du monde 2017.

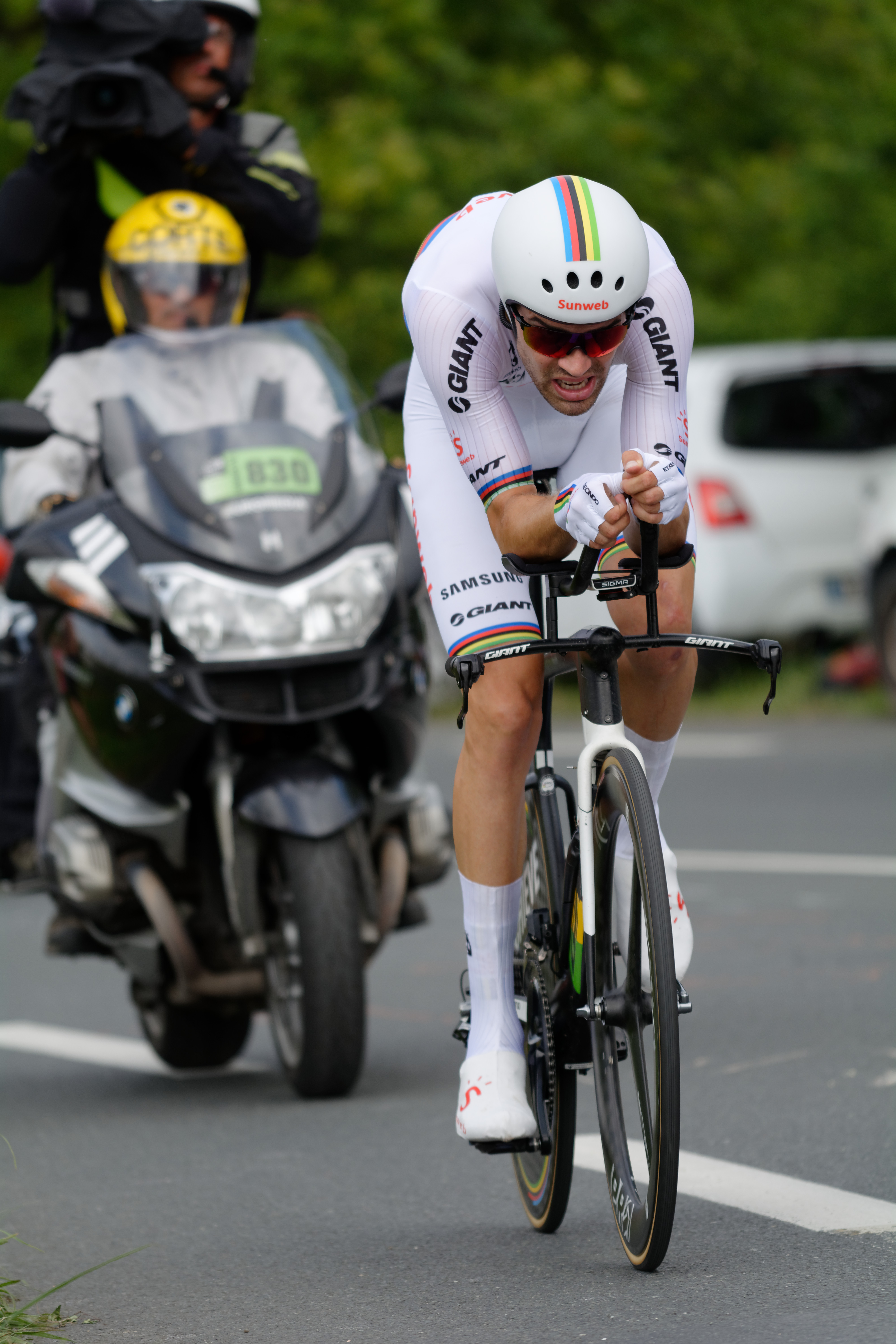
Tom Dumoulin, lors du Tour de France 2018, vêtu du maillot arc-en-ciel.

Le championnat du monde de course en ligne est organisé depuis 1927, avec pour seule interruption, de 1939 à 1945, la Seconde Guerre mondiale.
| Médaille d'or | Médaille d'argent | Médaille de bronze |
| --- | --- | --- |
| - 1947 : Theo Middelkamp - 1964 : Jan Janssen - 1969 : Harm Ottenbros - 1975 : Hennie Kuiper - 1978 : Gerrie Knetemann - 1979 : Jan Raas - 1985 : Joop Zoetemelk - 2023 : Mathieu van der Poel | - 1950 : Theo Middelkamp - 1967 : Jan Janssen - 1983 : Adrie van der Poel - 1991 : Steven Rooks - 2021 : Dylan van Baarle | - 1933 : Marinus Valentijn - 1936 : Theo Middelkamp - 1947 : Jefke Janssen - 1956 : Gerrit Schulte - 1963 : Jo de Haan - 1997 : Léon van Bon |

#### Contre-la-montre individuel
Le championnat du monde de contre-la-montre individuel est organisé depuis 1994.
| Médaille d'or         | Médaille d'argent     | Médaille de bronze                          |
| --------------------- | --------------------- | ------------------------------------------- |
| - 2017 : Tom Dumoulin | - 2018 : Tom Dumoulin | - 2007 : Stef Clement - 2014 : Tom Dumoulin |

#### Contre-la-montre par équipes nationales masculines
Le championnat du monde de contre-la-montre par équipes nationales est organisé à partir de 1962. À partir de 1972, il n'est plus organisé les années olympiques. Sa dernière édition par équipes nationales a lieu en 1994, année de la création du championnat du monde du contre-la-montre individuel.
| Médaille d'or | Médaille d'argent | Médaille de bronze                                               |
| --- | --- | ---------------------------------------------------------------- |
| - 1978 : Guus Bierings Bert Oosterbosch Bart Van Est Jan van Houwelingen - 1982 : Maarten Ducrot Gerard Schipper Gerrit Solleveld Frits Van Bindsbergen - 1986 : Tom Cordes Gerrit de Vries John Talen Rob Harmeling | - 1966 : Eddy Beugels Tiemen Groen Harry Steevens Rini Wagtmans - 1971 : Fedor den Hertog Adri Duyker Frits Schur Aad van den Hoek | - 1970 : Fedor den Hertog Popke Oosterhof Tino Tabak Adri Duyker |

#### Contre-la-montre par équipes de relais mixte
Le championnat du monde de contre-la-montre par équipes de relais mixte est organisé à partir de 2019. Le temps des trois coureurs est additionné au temps des trois coureuses de l'équipe féminine.
| Médaille d'or                                                                                           | Médaille d'argent | Médaille de bronze |
| --- | ----------------- | ------------------ |
| - 2019 : ♂ Koen Bouwman ♂ Jos van Emden ♂ Bauke Mollema ♀ Lucinda Brand ♀ Riejanne Markus ♀ Amy Pieters |                   |                    |

### Championnats d'Europe de cyclisme sur route

#### Course en ligne
Le championnat d'Europe de course en ligne masculin est organisé depuis 2016.
| Médaille d'or           | Médaille d'argent             | Médaille de bronze                          |
| ----------------------- | ----------------------------- | ------------------------------------------- |
| - 2022 : Fabio Jakobsen | - 2018 : Mathieu van der Poel | - 2017 : Moreno Hofland - 2023 : Olav Kooij |

#### Contre-la-montre par équipes de relais mixte
Le championnat d'Europe de contre-la-montre par équipes de relais mixte est organisé à partir de 2019. Le temps des trois coureurs est additionné au temps des trois coureuses de l'équipe féminine.
| Médaille d'or                                                                                                | Médaille d'argent | Médaille de bronze                                                                                        |
| --- | ----------------- | --- |
| - 2019 : ♂ Koen Bouwman ♂ Bauke Mollema ♂ Ramon Sinkeldam ♀ Floortje Mackaij ♀ Riejanne Markus ♀ Amy Pieters |                   | - 2021 : ♂ Koen Bouwman ♂ Jos van Emden ♂ Bauke Mollema ♀ Floortje Mackaij ♀ Amy Pieters ♀ Demi Vollering |

## Sélectionneurs
- 2017-2018 : Thorwald Veneberg
- 2019- : Koos Moerenhout